# 屈尔蒂
屈尔蒂（法語：Cultures，法語發音：[kyltyʁ] ⓘ）是法国洛泽尔省的一个市镇，属于芒德区。

## 地理
屈尔蒂（44°29'35"N, 3°22'40"E）面积3.96 平方千米，位于法国奧克西塔尼大區洛泽尔省，该省份为法国南部内陆省份，北起上盧瓦爾省和康塔爾省，西接阿韦龙省，南至加尔省，东临阿尔代什省。
与屈尔蒂接壤的市镇（或旧市镇、城区）包括：巴尔雅克、埃斯克拉内德。

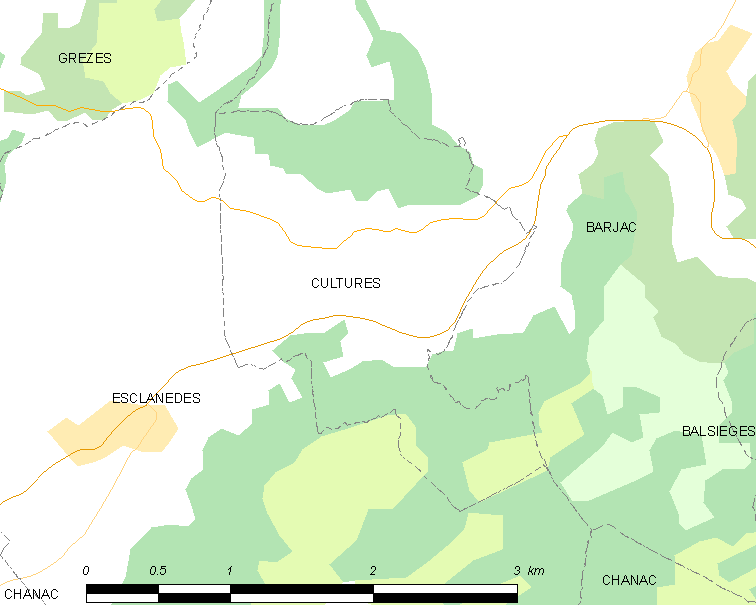
屈尔蒂的OSM定位图

屈尔蒂的时区为UTC+01:00、UTC+02:00（夏令时）。

## 行政
屈尔蒂的邮政编码为48230，INSEE市镇编码为48055。

## 政治
屈尔蒂所属的省级选区为科拉涅河畔堡县。

## 人口

1962-2008年间屈尔蒂人口变化图示

屈尔蒂于2022年1月1日时的人口数量为197人。